# 英語運用科
英語運用科（Use of English）是香港高級程度會考的高級補充程度（AS-level）科目，設立目的旨在測試考生的英語水平能否達到大學學位和工作的要求。

## 歷史
英語運用科於1967年開設，但直至1993年為止，此科並非屬於正式「高級程度」（A-level）科目，高考證書不會列出該科成績，考生會另外獲發英語運用考試證書。
1988年以前，此考試是供香港大學作參考的「英語測試」，考試局的說明為「該科專為申請就讀香港大學之考生而設」（英文版："It is provided to meet the entrance requirements of the University of Hong Kong."），從1989年開始改革，至1993年為止，此考試的目的是為「考核中七畢業生的英語能力」，供專上學院及僱主參考，考試局的說明為「這項考試旨在針對專上教育及求職的英語需求，評估考生對英語理解及運用的能力」（英文版："It is intended to test the ability of candidates to understand and use English as might be required in tertiary education and/or future employment."）。1994年課程改革以後，正式成為高級補充程度（AS-level）科目。
自1994年至2013年為止，英語運用科分別設有五份考卷以測試考生的聆聽能力、寫作能力、閱讀能力及英語系統的認知、口語能力、實際運用到工作和學習的能力。在1994年課程改革前，本科並不設有口試。
2009年9月開始實施三三四高中教育改革，英語運用科的現行考試形式於2012−2013學年後，隨高級程度會考的取消而廢除。而香港中學文憑的英國語文考試試卷的設題形式，參考香港中學會考英國語文科在2007年以後所採用的考試形式而非本科的形式。

## 概述
在考生升讀大專院校的角度上，英語運用科一直佔有很重要的地位，各大專院校（不論有否參加大學聯合招生辦法（下稱聯招）或是否經聯招申請）的收生一般規定，除非院校容許考生以指定的國際英語考試取代（一般為國際英語測試系統（IELTS）或托福（TOEFL）），否則以香港高級程度會考成績報名的全部考生必須最少取得英語運用科E級方能報讀各大專院校的學位課程。個別院校或學系的學位課程，甚至副學位課程或會指定「英語運用科成績達到特定等級」（例如E級或D級）視同報名最低資格的一部分，又或對報名者於該科取得的成績作出加權調整。

## 試卷

### 1960年代至1988年
全卷分四部分：
- Cursory Reading 速讀（佔全卷25%）
- Summary & Reading Comprehension 撮寫及閱讀理解（Summary佔20%,Reading佔10%,合共30%）
- Compositon 作文（佔25%）
- Listening Test 聽力（佔20%）

當中速讀、撮寫及閱讀理解、作文以一份試卷形式，合共3小時。考試會先進行速讀部份，考生須以30分鐘完成20多條選擇題，閱讀考材取自一篇多頁長的文章，文章分為數個部分，分別對各部分設問。其後試場主任宣布速讀部份完結後，考生需於餘下2.5小時完成撮寫及閱讀理解、作文兩部份，精讀一篇分為兩部分的文章，按一部分內容回答問題，將另一部分撮寫，作文選一題寫作，按題目要求寫一篇文章或兩篇短文，總共寫400字。而聽力測驗會安排另一日進行，考生先聆聽一段10餘分鐘的錄音兩次，在所提供的草稿紙上記下錄音內容，錄音完結再拆開信封取出試卷，用20分鐘回答問題。當時入讀港大英語運用科的最低成績為E級。

### 1989年至1993年
自1989年開始，英語運用科考試進行改革。特別著重英語於日常生活、學習及工作的應用,讓大專院校及僱主得知中七畢業生的英語水平。同時港大提高英語運用科的最低成績至D級。 於1989至93年間,考試設四部分。各部分比重如下:
- Section A: Listening 聽力（佔18%）
- Section B: Writing 寫作（佔23%）
- Section C: Reading & Language System 閱讀與語言系統（佔24%）
- Section D: Practical Skills for work & study 應用技能（佔35%）

### 1994年至2013年
1994年開始，因應預科制度改革，英語運用成為高級補充程度科目。維持原有四卷的設計及精神外，並加入口試，全面測試考生的聆聽能力、寫作能力、閱讀能力及英語系統的認知、會話能力、實際運用到工作和學習的能力。各部份比重修訂如下：Section A: Listening 聽力（佔18%）、Section B: Writing 寫作（佔18%）、Section C: Reading & Language System 閱讀與語言系統（佔18%）、Section D: Oral 說話能力（佔18%）、Section E: Practical Skills for work & study 應用技能（佔28%）
各部分的形式如下:
- Section A: Listening

聆聽，1小時，佔全科分數18%。聆聽試卷時段內，會播放一段共分三節（2002年及以前為兩節）以假設情景為背景的錄音，只播放一次，錄音內的各人以英文對談。考生則需要依照錄音內容完成卷內所有題目。錄音播放中途不會有停頓，考生需一邊聆聽一邊作答，有時只能記下關鍵詞語，待每節錄音播完後再整理，因此考生被指示要用鉛筆作答。
課程沒有明確規定錄音分段形式。按歷屆試題錄音，形式如下：
| 2002年以前                                                 | 2003年以後                                                           |
| ---------------------------------------------------------- | -------------------------------------------------------------------- |
| 播放考生指示                                               |                                                                      |
| 播放情景說明                                               |                                                                      |
| 播放第一部分說明                                           | 播放第一部分說明                                                     |
| 閱讀第一部分試題（5分鐘）                                  | 閱讀第一部分試題（2分半鐘） （2003年至2004年：3分鐘）                |
| 播放第一部分錄音                                           | 播放第一部分錄音                                                     |
| 整理第一部分答案（5分鐘）                                  | 整理第一部分答案（2分半鐘） （2003年至2004年：3分鐘，2009年：2分鐘） |
| 播放第二部分說明                                           | 播放第二部分說明                                                     |
| 閱讀第二部分試題（3分鐘）                                  | 閱讀第二部分試題（2分鐘）                                            |
| 播放第二部分錄音                                           | 播放第二部分錄音                                                     |
|                                                            | 整理第二部分答案（2分鐘） （2009年：2分半鐘）                        |
| 播放第三部分說明                                           |                                                                      |
| 閱讀第三部分試題（2分鐘） （2003年：3分鐘，2004年：5分鐘） |                                                                      |
| 播放第三部分錄音                                           |                                                                      |
| 整理全卷答案（10分鐘）                                     |                                                                      |

- Section B: Writing

寫作，1小時15分鐘，佔全科分數18%。考生需從四題中選取一題書寫約500字的文章。常見文體包括論說文、書信、建議書以及混合文體。
- Section C: Reading and Language Systems

閱讀及語文系統，1小時30分鐘，佔全科分數18%。試卷分兩部份：閱讀部份從報刊或雜誌中揀選一篇文章（九百幾十字）設多項選擇題，佔全卷分數的1/3，考評局建議作答時間為20分鐘；語文系統部份設有包括文章單字選擇、文句選擇、句子前後配對、撮寫文章填充、文章校對題目，以全面測試考生對英語文法的認知，佔全卷分數2/3，考評局建議作答時間70分鐘。
- Section D: Oral English（1994年起增設）

口試，20分鐘，佔全科分數18%。考評局會以三至四人為一組。試卷分兩部份:首部份（Individual Presentation）考生需以十分鐘閱讀及摘記一篇約300字文章，再用兩分鐘限時描述文章內容。當全組講述完畢後隨即進入第二部份（Group Discussion），考生要用兩分鐘準備一條與文章內容相關的討論題，其間不得作筆記，再進行討論。討論時間依每組考生數目而定，四名考生為十分鐘，三名考生為八分鐘。
- Section E: Practical Skills for Work and Study（改為AS前為Section D）

適用於工作和學習的實用技巧，1小時45分鐘，佔全科分數28%。試卷提供考生假設的身份和背景，考生需完成兩至三個任務。試卷附有一本資料本（Data file），內有以不同形式呈現的資料，考生需從中選取適當資料完成任務。常見任務類型要求是寫作報告、文章、信函、計劃書或通訊等。
該考核模式亦曾在1996年至2006年會考英文科課程採用。
除Section D（早期於高考筆試科目開始前，後期於筆試科目全部結束後分成若干日和時段進行，一般為中學放學後的時間）外，英語運用考試分成兩日進行，早期第一日上午考Section E和Section C，第二日上午考Section A，下午考Section B；後期第一日上午順序應考Section B和C、下午為Section E。翌日則應考Section A。
在1996年及以前，Section A以錄音帶播放，由於UE考生人數遠較會考英文課程乙考生人數少，只設一個時間進行。直至1997年高考聆聽考試轉用香港電台（最初為香港電台第四台，2003年後改為香港電台第二台）作電台廣播。

## 異常事件

### 1986年聆聽卷重考
1986年4月12日舉行的聆聽卷，由於考試錄音帶製作出錯，錄音給出錯誤指示，部分試場自行中止考試。考試局決定所有考生在5月2日下午於原試場重考。

### 2000年「錄上錄」事件
2000年的聆聽卷，錄音聲帶中插入了1994年的電台節目長約3分鐘錄音。因為該段錄音聲帶音質明顯較差，引起考生恐慌，以為自備的收音機接收出了問題。考試局試後按考生在試卷其他部分表現，調整該部分的分數。

### 2008年聆聽卷題意不清
2008年的聆聽卷，有一題問可以攜帶的物件，試題指示考生以打勾或打叉表示，並附上一個打勾的例子，但沒有說明勾號和叉號的意思。大部分考生以勾號表示可以攜帶，叉號表示不可以攜帶，也有考生只用勾號表示可以攜帶，不可攜帶物件的方格漏空。由於題意不清，考評局修改評卷參考接納漏空的答案，引致考生不滿，向申訴專員公署投訴。

## 等級分布
以下用2007年首次報考的日校考生的等級分布為例子：
| 性別 | 等級   | A    | A-B  | A-C   | A-D   | A-E   | A-F   | UNCL  | 總人數 |
| ---- | ------ | ---- | ---- | ----- | ----- | ----- | ----- | ----- | ------ |
| 男生 | 百分率 | 0.6% | 2.9% | 12.2% | 37.5% | 71.3% | 88.1% | 11.9% | 12 679 |
| 女生 | 百分率 | 1.0% | 4.7% | 18.0% | 45.1% | 76.3% | 90.6% | 9.4%  | 15 773 |
| 全部 | 百分率 | 0.8% | 3.9% | 15.4% | 41.7% | 74.0% | 89.5% | 10.5% | 28 452 |

這組考生中曾應考2005年會考英文科者，按當年選擇的會考英文科課程劃分，那麼英語運用科等級分布如下：
| 2005年會考選考 | 等級   | Ａ   | B    | C     | D     | E     | F     | UNCL  | 總人數 |
| -------------- | ------ | ---- | ---- | ----- | ----- | ----- | ----- | ----- | ------ |
| 課程乙         | 百分率 | 1.0% | 3.7% | 13.7% | 31.1% | 34.8% | 12.1% | 3.7%  | 23 629 |
| 課程甲         | 百分率 | 0.0% | 0.0% | 0.1%  | 1.9%  | 19.8% | 32.4% | 45.8% | 4 623  |

## 成績比較
由香港考試及評核局作出香港高級程度會考英語運用科和IELTS的成績比較的調查結果為：
| HKASL | E           | D           | C           | B           | A           |
| ----- | ----------- | ----------- | ----------- | ----------- | ----------- |
| IELTS | 5.40 - 6.02 | 6.03 - 6.50 | 6.51 - 6.91 | 6.92 - 7.40 | 7.41 - 8.30 |

因為這個原因，部分大學也會把IELTS的6分視同於持有英語運用的及格成績（替代條件）。

## 中文中學合格率低
2008年香港高級程度會考報告揭露，在2006年香港中學會考英文科課程甲取得合格的6200多名考生中，只有約1700人即28%在高考英語運用科取得及格，更有三分之一人只有U（不獲評級）。按教資會規定，中國語文及文化科和英語運用科都必須及格，才能報讀大學本科課程，故此有逾七成考生因此科失去升大學資格。由於選考課程甲的都是中文中學考生，他們的低合格率引起社會批評，導致教育局修改母語教育政策，允許中文中學「微調」教學語言，不再強制全中文教學。

## 評卷準則
考評局於2007年收到不少有關高級程度會考英語運用卷E（Practical Skills for Work and Study）書寫字數的查詢。考評局回應，閱卷員評分時，主要考慮考生以下能力，包括：「內容重點」以及整體「表達能力」。按照現行的評分方法，考生答題若超過500字，其多寫部分的「內容重點」將不會獲得分數，即考生不能因多寫字數，額外獲取「內容重點」的分數。透過執行有關試題字數上限的規定，閱卷員更能準確地分辨考生撮寫能力的水平。
若考生回答該試題時寫作超過500字，閱卷員仍會根據考生在整篇信件之表現，決定考生在整體「表達能力」項目的分數。
考評局又強調，考生必須明白，中學會考和高級程度會考的評卷方法，均由試卷主席和助理試卷主席，按該年考生表現及試題類型作出一連串的討論，按照他們的專業判斷，才作最後定案。
另外，有考生亦表示關注到其他卷目的字數限制問題，考評局強調由於英國語文科各卷要求的寫作類型及評核目的不同，因此高級程度會考英語運用Section E中字數限制的試題指示，並不適用於英語運用Section B或中學會考英文科Paper 1B的寫作題目。

## 另見
- 香港高級程度會考
- 大學聯合招生辦法
- 香港中學會考
- 香港考試及評核局